# 188
188 је била преступна година.

## Догађаји
- Конзули Публије Сеј Фусијан и Марко Сервилије Силан постају римски конзули.
- Цар Комод је погубио Луција Антистија Бура, Гаја Арија Антонина и преторијанског префекта Публија Атилија Ебуцијана, а место последњег заузео је царев миљеник Марко Аурелије Цлеандер. За проконзула Африке постављен је Публије Хелвије Пертинакс, који је известио о завери Бура и Антонина.
- Династија Хан - Нови избијања побуне Жутих турбана у провинцији Ји и префектури Сихе. Побуњеници су опљачкали Таијуан и Хедонг.
- Краљица Химико (или Шинги Вао) почиње своју владавину у Јапану (до 248. године).

## Рођења
- 4. април — Каракала, римски цар (у. 217)